# Francesco Bernardino Simonetta
Francesco Bernardino Simonetta (... – Perugia, 1550) è stato un vescovo cattolico italiano.

## Biografia
Era figlio di uno dei consiglieri dei duchi Francesco e Galeazzo Maria Sforza.
Il 29 luglio 1538 papa Paolo III lo nominò vescovo di Perugia. Ricevette la consacrazione episcopale il 19 settembre 1540 nella chiesa di San Maurizio al Monastero Maggiore a Milano dalle mani del vescovo Giovanni Angelo Arcimboldi, vescovo di Novara, co-consacranti i vescovi Giovanni Antonio di Melegnano, vescovo ausiliare di Milano e titolare di Laodicea di Frigia, e Melchiorre Crivelli, vescovo ausiliare di Vercelli e titolare di Tagaste.
Morì nel 1550 a Perugia. In sua memoria, nel 1555 fu edificata la cappella della Deposizione nella chiesa di San Maurizio al Monastero Maggiore.

## Genealogia episcopale
La genealogia episcopale è:
- Vescovo Antonio Lauro
- Cardinale Antonio Maria Ciocchi del Monte
- Arcivescovo Giovanni Angelo Arcimboldi
- Vescovo Francesco Bernardino Simonetta